# Naturdenkmal 2 Linden (Brilon-Scharfenberg)

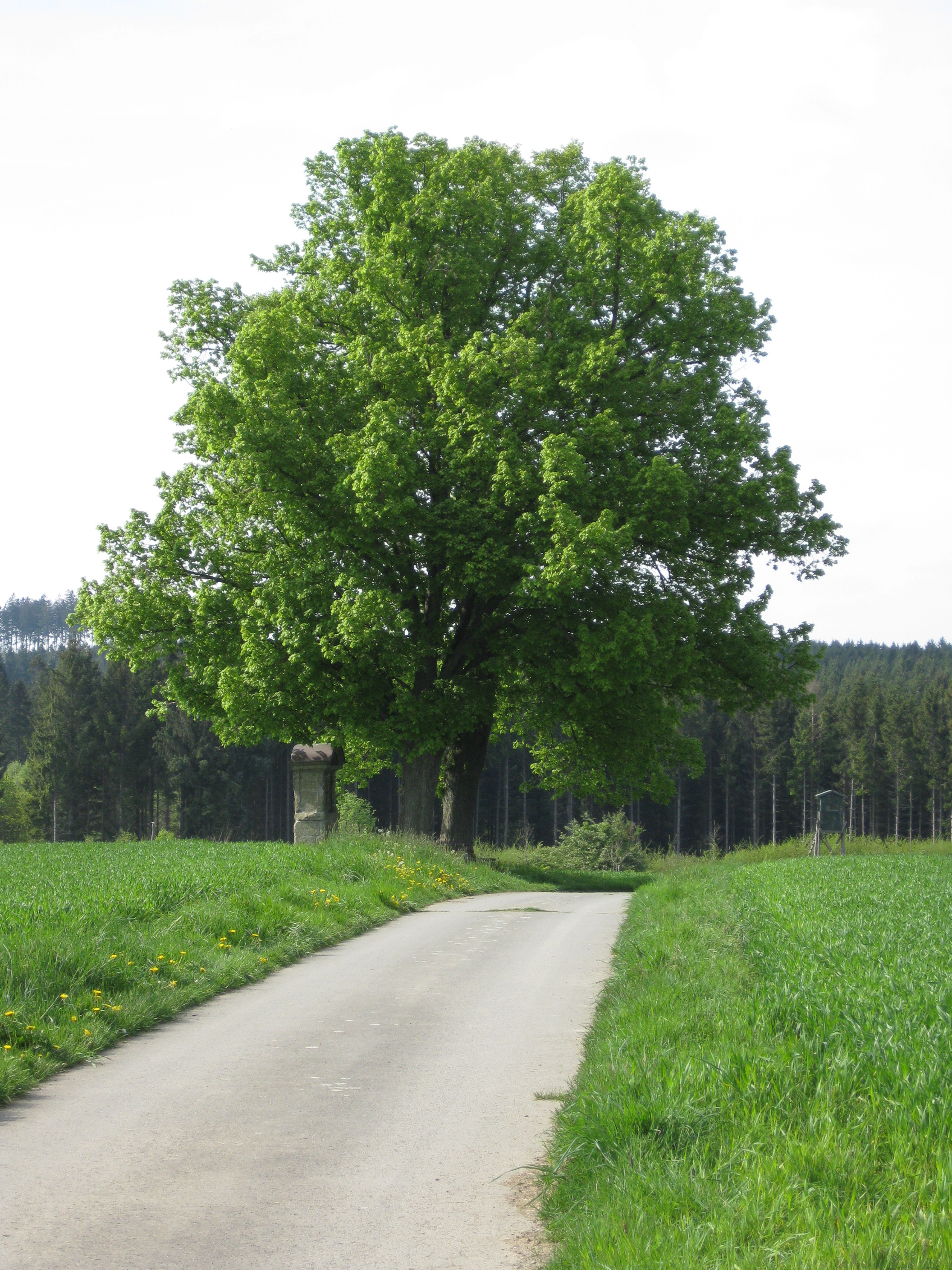
Linden und Bildstock auf dem Lieberg

Das Naturdenkmal 2 Linden (Brilon-Scharfenberg) liegt nördlich von Scharfenberg auf dem Lieberg im Stadtgebiet Brilon. Die beiden Linden wurden 2008 mit dem Landschaftsplan Briloner Hochfläche durch den Hochsauerlandkreis als Naturdenkmal (ND) ausgewiesen. Die Linden haben einen Brusthöhendurchmesser von etwa 0,50 m. Sie stehen als weit sichtbares Landschaftselement auf einer landwirtschaftlich geprägten kleinen Hochfläche. Die beiden Linden rahmen einen Bildstock ein. Das Naturdenkmal liegt im Landschaftsschutzgebiet Offenlandkomplex Rixen / Scharfenberg.